# Vera Tschurtschenthaler
Vera Tschurtschenthaler (* 30. März 1997 in Toblach, Südtirol) ist eine ehemalige italienische Skirennläuferin. Sie war weitgehend auf die technische Disziplin Slalom spezialisiert.

## Biografie
Vera Tschurtschenthaler wuchs als Tochter eines Skilehrers und Bergführers in Sexten auf. Als Kind praktizierte sie verschiedene Sportarten, darunter Windsurfen und Radfahren. Bis zu ihrem zwölften Lebensjahr war sie nicht nur als Skirennläuferin, sondern auch als Sportkletterin wettkampfmäßig aktiv. Ihre Eltern betreiben ein Hotel in ihrer Heimat.
Im Alter von 16 Jahren bestritt Tschurtschenthaler in Innerkrems ihr erstes FIS-Rennen. Zwei Jahre später gab sie in den Slaloms von Zinal ihr Debüt im Europacup und konnte gleich bei ihrem zweiten Rennen erstmals in die Punkteränge fahren. Erst in der Saison 2018/19 konnte sie an dieses Resultat anknüpfen und schaffte Anfang Februar als Neunte des Parallelslaloms von Tignes erstmals ein Klassement unter den besten zehn. Gegen Ende des Winters gewann sie im Rahmen der italienischen Meisterschaften Slalomgold vor Lara Della Mea und Chiara Costazza. Nachdem sie zwischenzeitlich aus dem Nationalkader gestrichen worden war, gelang ihr im Januar 2022 als Zweite in Meiringen ihr erster Europacup-Podestplatz. In der folgenden Saison konnte sie in Mayrhofen einen dritten Platz nachlegen und erreichte als Zehnte der Europacup-Disziplinenwertung ein Karrierehoch.
Am 16. Februar 2020 gab Tschurtschenthaler in Kranjska Gora ihr Weltcup-Debüt. Mitte Dezember 2022 schaffte sie mit Slalomrang 20 in Sestriere ihre erste Platzierung in den Weltcup-Punkterängen. Auch in Špindlerův Mlýn holte sie als 30. einen Punkt. Dennoch fiel sie im folgenden Frühjahr erneut aus dem Kader. Im Februar 2024 belegte sie mit Rang 18 in Soldeu ihr bis dahin bestes Weltcup-Ergebnis. Infolge ausbleibender Erfolge einschließlich mangelnder Unterstützung durch den italienischen Verband gab sie Ende April 2025 ihren Rücktritt bekannt.

## Erfolge

### Weltcup
- 2 Platzierungen unter den besten 20

### Weltcupwertungen
| Saison  | Gesamt | Gesamt | Slalom | Slalom |
| Saison  | Platz  | Punkte | Platz  | Punkte |
| ------- | ------ | ------ | ------ | ------ |
| 2022/23 | 106.   | 12     | 46.    | 12     |
| 2023/24 | 109.   | 13     | 49.    | 13     |

### Europacup
- Saison 2022/23: 10. Slalomwertung
- 2 Podestplätze

### Weitere Erfolge
- 1 italienischer Meistertitel (Slalom 2019)
- Sieg bei den mexikanischen Meisterschaften im Slalom 2019
- Sieg bei den litauischen Meisterschaften im Slalom 2021
- Sieg bei den georgischen Meisterschaften im Slalom 2022
- 10 Siege in FIS-Rennen